# Contea di Pingguo
La contea di Pingguo (平果县S, Píngguǒ XiànP) è una contea della Cina, situata nella regione autonoma di Guangxi e amministrata dalla prefettura di Baise.